# Bruère-Allichamps
 Bruère-Allichamps  es una población y comuna francesa, situada en la región de  Centro, departamento de Cher, en el distrito de Saint-Amand-Montrond y cantón de Saint-Amand-Montrond.
Es una de las comunas que reivindica el título de centro geográfico de Francia.

## Demografía
| 735 | 669 | 649 | 631 | 609 | 573 |
| Para los censos de 1962 a 1999 la población legal corresponde a la población sin duplicidades (Fuente: INSEE [Consultar]) |     |     |     |     |     |